# Isa I.

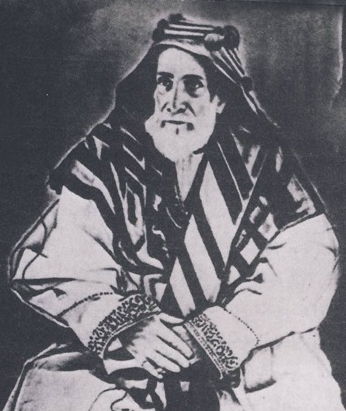
Isa ibn Ali Al Chalifa

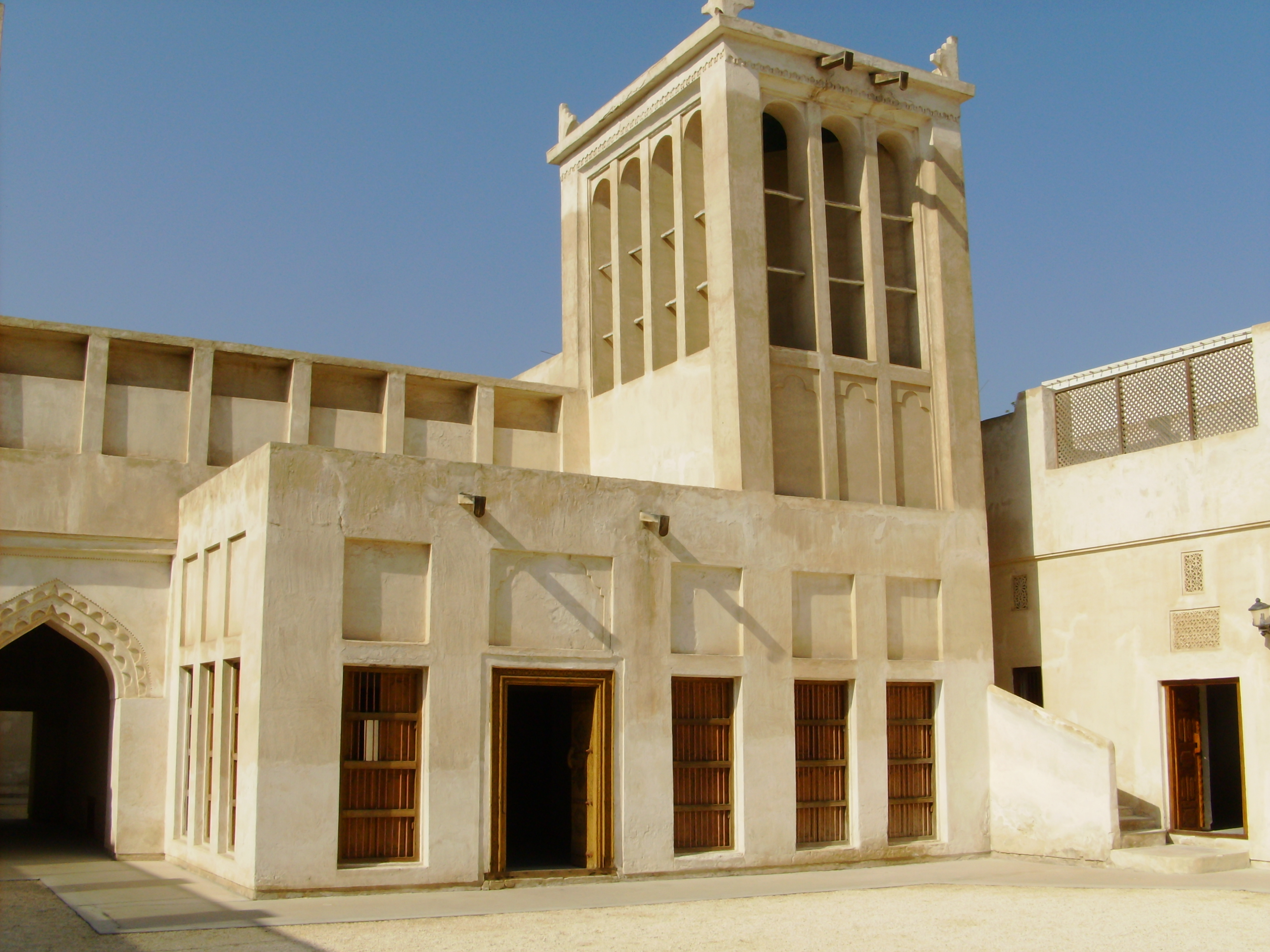
Ehemalige Residenz von Isa ibn Ali Al Chalifa in Muharraq

Scheich Isa I. oder Isa ibn Ali Al Chalifa (arabisch عيسى بن علي آل خاليفة, DMG ʿĪsā ibn ʿAlī Āl Ḫalīfa; * 1848; † 9. Dezember 1932) war von 1869 bis zu seinem Tod Herrscher von Bahrain. Sein Titel war „Hakim von Bahrain“.
Isa war der vierte Sohn des Scheichs Ali bin Chalifa al Chalifa, der im September 1868 seinen Bruder Muhammad ibn Chalifa Al Chalifa abgesetzt hatte und ihm auf dem Thron gefolgt war. Dieser hatte 1861 mit den Briten einen Schutzvertrag abgeschlossen, wodurch Bahrain faktisch zu einer Art britischem Protektorat geworden war. 1869 lieferten sich die verfeindeten Brüder Ali und Muhammad bei Rifa'a eine Schlacht, in der Ali getötet wurde. Daraufhin übernahm zunächst ein Verwandter, Scheich Muhammad bin Abdullah Al Chalifa, der als Gouverneur von Damman und Rifa'a amtiert hatte, die Herrschaft; dieser wurde aber bereits im Dezember von Alis Söhnen nach Indien vertrieben.
Isa übernahm nun, gemeinsam mit einem weiteren Bruder, die Regierungsgewalt. Nach dem Tod des Bruders im Jahr 1888 regierte er als Alleinherrscher. Der Protektoratsvertrag mit Großbritannien wurde 1892 erneuert. Während die inneren Angelegenheiten Bahrains weitgehend unter der Kontrolle des Scheichs blieben, behielten sich die Briten die Außenpolitik vor – Isa konnte nicht selbständig Verträge mit anderen Mächten schließen –, dafür verpflichteten sich die Briten, Angriffe auf Bahrain militärisch zurückzuschlagen. Seit 1926 diente Charles Belgrave als Berater des alternden Isa und half dabei, soziale Reformen voranzubringen, nachdem die Perlenfischerei, der traditionell bedeutendste Wirtschaftszweig des Landes, einen Niedergang erlebte; außerdem sorgten die Briten dafür, dass mögliche Rivalitäten innerhalb des Al-Chalifa-Clans nach Isas Tod vermieden wurden. Isa starb 1932 in der bahrainischen Hauptstadt Manama nach 63 Jahren Herrschaft, eine der längsten Herrschaftsperioden eines Monarchen weltweit. Ihm folgte sein Sohn Hamad ibn Isa Al Khalifa auf dem Thron.
| Personendaten    | Personendaten          |
| ---------------- | ---------------------- |
| NAME             | Isa I.                 |
| ALTERNATIVNAMEN  | Isa ibn Ali Al Khalifa |
| KURZBESCHREIBUNG | Herrscher von Bahrain  |
| GEBURTSDATUM     | 1848                   |
| STERBEDATUM      | 9. Dezember 1932       |
| STERBEORT        | Manama                 |